# Kompozice krajinářského parku
Kompozice krajinářského parku je úprava plochy ve stylu anglického parku (přírodně krajinářského parku), který vznikl v Anglii na počátku 18. století, a rozšířil se po celé Evropě. Úprava je typická nepravidelností, příklonem k přirozeným tvarům, předmětům a často napodobuje přírodu, čímž se liší od pravidelných stylů. Předlohy parků byly často inspirovány obrazy krajin Clauda Lorraina a Nicolase Poussina.
Architekti se úmyslně co nejvíce vyhýbají geometrickým tvarům v krajině, aby dosáhli dojmu původní krajiny. Harmonie v parku je dána skrytou vyvážeností malebné kompozice.
Úprava anglického parku odrážela nové filozofické, panteistické názory a snahy o změnu vztahu člověka k přírodě. Anglický park byl tak úspěšný, protože odpovídal módě, která v té době byla rebelií proti diktátu architektury. Karel Teige popisuje rozdíl mezi barokním a anglickým parkem takto: „Ve francouzském parku dominuje architektura; vegetace i voda je plně podrobena architektonickému plánu, příroda je tu negována a nahrazena kamennou, vodní i vegetační architekturou a skulpturou. V anglickém parku se architektura neguje jakožto architektura, změní se v krajinnou kompozici… …Anglický park (zahradu) je možno definovat jako komponovanou krajinu."
Za vhodnou ukázku romantismu v anglickém parku 18. století, včetně některých v té době obvyklých nešvarů a nevkusností lze považovat park Painshill kde jeho tvůrce Hamilton umístil řadu pošetilostí a tretek, malých dekorativních objektů, které zahrnují jeskyni, „gotický“ chrám, „ruiny“ gotického opatství, románské mauzoleum, nebo napodobeninu gotické věže s výhledem do krajiny. Podobné objekty, jako více či méně vhodné a umístěné napodobeniny pyramid, antiky, gotiky, zřícenin, asijských staveb, byly časté. (Zámek Howard, Rousham House, Stourhead, English garten apod.)

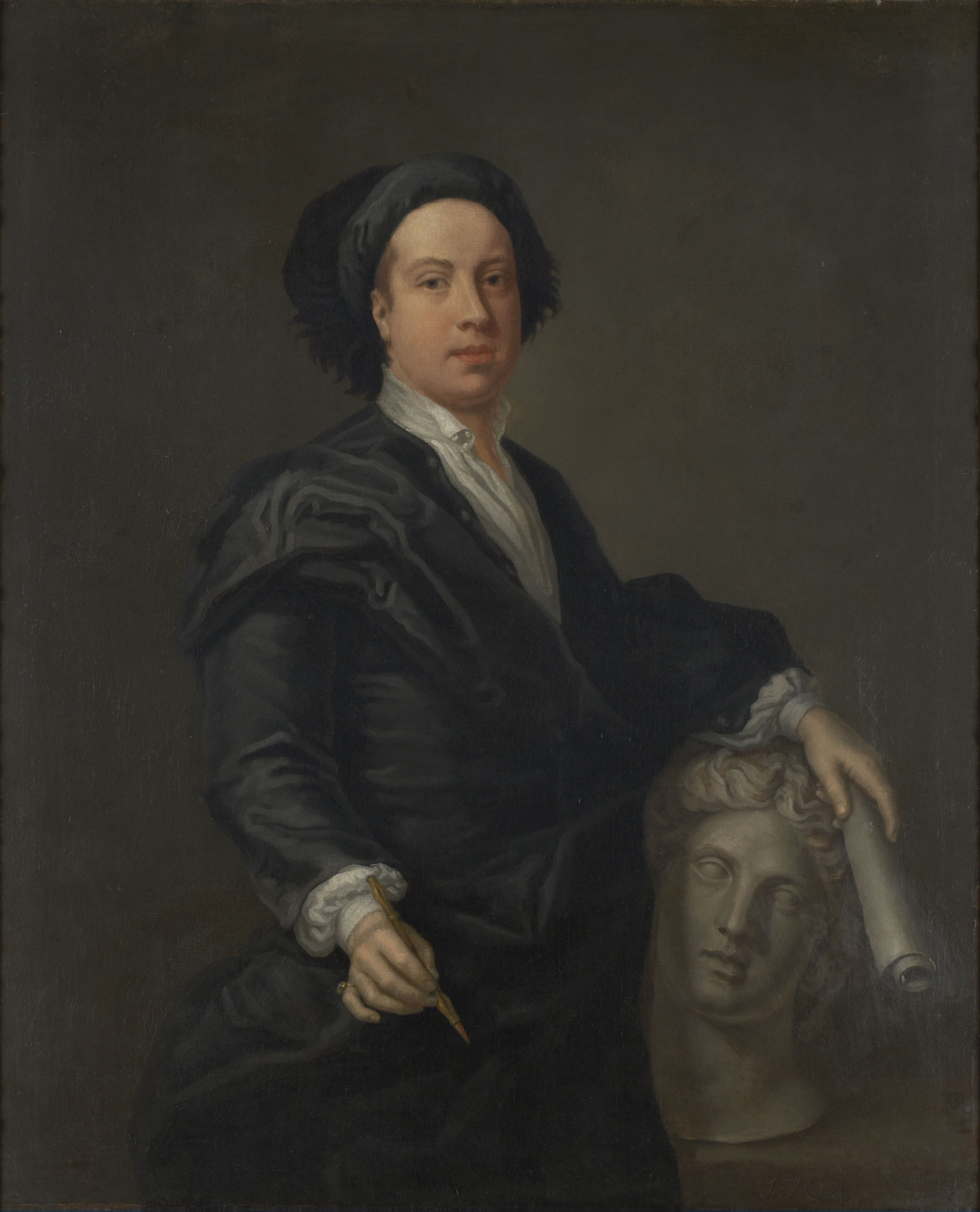
Architekt William Kent

Na konci 19. století se mezi prvky prosazovaly atraktivní cizokrajné rostliny, takže kompozice byla jimi často roztříštěná. Tento způsob úpravy byl nazván gardenesque (zahradeskní).

## Pravidla skladby kompozice
Skladba kompozice ve stylu anglického parku nabyla s rozvojem zahradní architektury vyšší úrovně vědomosti a pravidla kompozice byla několikrát různě úspěšně syntetizována jako hlediska pro tvorbu. Pravidla pro veškerou tvorbu zahradní architektury zobrazil architekt anglického parku H. Repton jako paletu potěšení, z nichž každé dalším způsobem přináší uspokojení a nebo jejichž porušení působí bolest oku návštěvníka. Jde tedy o kritéria hodnocení díla stejně jako cíle tvorby, hodnoty, které by měly, nebo mohou být, podle představ 19. století, architekty naplněny. V zde uvedené upravené citaci H. Repton upozorňuje i na odchylky od pravidelného stylu zahrad (první čtyři) pro styl anglického parku a krátce srovnává.
- Přiměřenost, neboli řádné přizpůsobování několika částí k celku, a ten celek k charakteru, situaci a okolnostem místa a jeho vlastníka.
- Užitečnost. Ta zahrnuje výhody, komfort, čistotu, a všechno, co vede k účelnému bydlení s elegancí.
- Řád. Včetně správnosti a dokonalosti. Kultivovaná mysl je šokovaná takovými věcmi, které by byly neviditelné pro křupana.
- Symetrie, neboli ta shoda částí očekávaná v přední straně, v průčelí budov, zvláště antických, které, ať tak nebo onak formální v malbách, vyžadují podobnost a uniformitu částí, což těší oko spíše dětí, než dospělých.

„
Tyto první čtyři pravidla mohou být považovány za obecně nepřátelské malebné kráse, ačkoliv nejsou proto vyřazeny. Jsou situace, ve kterých starověký styl zahradničení může být smysluplně a správně uchován - akademické háje a klasické promenády v našich vysokých školách, nebo univerzitách.…“
- Malebný účinek - specificky jde o efekty některých situací, jako je věk, rozklad, hrubost, romantické úpravy apod.
- Spletitost a komplikovanost. "rozestavení objektů, které, částečností a nejistotou utajování, vzrušuje a živí zvědavost."
- Jednoduchost, rozestavení objektů, které, bez toho, aby všechny části byly ukázány pohledu současně, dokáže vést oko snadnou gradací, bez vzrušení, nepořádku, nebo zmatku.
- Rozmanitost.
- Novost. Ačkoli je inovace a novinka ohromným zdrojem potěšení, je nejobtížnější a nejnebezpečnější pro umělce, aby se o ni pokusil. Je náchylná k tomu, aby učinila umělce domýšlivým a sebe rozmarem.
- Kontrast zastupuje místo novoty, je náhlou a neočekávanou změnou scenérie, vytvářejíce přechody, které nejsou ani příliš časté ani příliš násilné.
- Spojitost. Je evidentně zdrojem potěšení, z rozkoše vyjádřené v dlouhé aleji a odporu v úsečném přerušení mezi objekty, které očividně měly být spojené.
- Asociace. Je jedním z nejpůsobivějších zdrojů potěšení, ať je vyvolána shodou náhod, jako vjem, který u nějakého veřejného vlastnictví vyvolá jeho část. Ale obzvláště je tímto osobním spojením vyvoláván pocit dlouhodobé známosti, spřízněnosti s objekty, možná nedůležitými, jako je oblíbené místo, strom, pěšina, nebo místo, které je spojené se vzpomínkou. Předměty tohoto druhu, ať tak nebo onak bezvýznamné, byly často preferované v nejkrásnějších scénách, které malíř dokáže ukázat, nebo zahradník vytvořit. Taková náklonnost by měla být respektována a chráněna se vkusem, který je obecně doprovázen ohromnou citlivostí.
- Majestátnost. Je zřídka malebná, ať už to spočívá v značné velikosti, rozsahu, nebo v skvostných a početných předmětech nádhery, ale je zdrojem potěšení spojeného s velebností. Zde není, ať tak nebo onak, žádná chyba běžnější než pokus nahradit rozsahem krásu v parkové scenérii. Vytvoření hmoty, která prokazuje zaujetí člověka pro obdiv k čemukoliv, co je obrovské (větší než nadprůměrné) nebo ohromující.
- Přivlastnění -zobrazení rozsahu majetku, který se jeví vlastnictvím, a ukázku takového rozsahu jako zdroj potěšení. Nikdo nebude pohrdán, kdo má něco, zdroj obdivu, ať je to mentální dar, nebo síla, nebo majetek. Získává respekt v poměru, jak je jeho majetek známý, poskytuje jej nepříliš marnivě a ukazuje na odiv. Jen špinavý skrblík se z něj těší sám, přeje si, aby svět neznal jeho bohatství. Potěšení z přivlastňování je potěšení z prohlížení krajiny, která nemůže být zraněná zlou vůlí nebo nevkusem sousedního vetřelce, jako ošklivá stodola, zorané pole, nebo nějaký dotěrný předmět, který by byl zdrojem potupy malebné scenérie parku. Žádný z předmětů kompozice nevypadá jako by patřil někomu jinému.
- Oživení; Neboli potěšení zakoušené z pohledu na život a pohyb, ať už klouzání nebo tříštění vody, žertovnou hru zvířat, nebo zvlněný pohyb stromů a zvláště zábavnou hravost mládí. V dvou posledních příkladech poskytuje zvláštní potěšení.
- A nakonec, období, a vliv průběhu dne, který je velmi odlišný od zahradníka a malíře. Polední hodina má své vnady, ačkoli stíny nejsou ani dlouhé ani široké a nikdo, byť malíř nebo sportovec nedá přednost suchým a žlutým listům podzimu před vonícími květy a potěšením znovuzrozeného jara, "mládí roku".[2]

### Přivlastnění
Shromažďování a ukázka vlastnictví majetku, ukázka moci a vlivu je v každé epoše lidstva samozřejmou touhou, cílem konání osob považovaných za významné svým okolím nebo přinejmenším sebou samými. Toto chování lze běžně nalézt u primitivních živočichů, například při zásnubních obřadech a dalším sociálním chování. Přivlastnění, zobrazení skutečného, nebo nejlépe i neexistujícího majetku jako vlastnictví je tedy přirozeně jednou z choutek majitelů, které zahradní architektura naplňuje. Úkolem architekta je tedy označit široké okolí jako nepřerušené panství majitele. Problémem může být, pokud je v oblasti zájmu i veřejný kostel, nebo velké město, objekty, které očividně nepatří k majetku jednotlivce. Nezbývá než vyvolat dojem, který by takto zapůsobil. S velkým důvtipem se řešením zabývá H. Repton:
„Jsou různé cesty, kterými tento účinek může být příležitostně vytvořen, zmíním některé z nich, totiž že kostel a hřbitov může být zdobený v stylu, který bude jaksi korespondovat se vzhledem sídla. Že tržnice, nebo další veřejná budova, obelisk, nebo dokonce pouhý kámen, s označením vzdálenosti, možná ozdoby ve městě, mohou nést erb rodiny. Nebo stejné erby mohou být znamením hlavního hostince v tom místě.“

## Základní prvky
Hlavní součástí anglické zahrady v Anglii jsou sekané trávníky na rozlehlých loukách v kontrastu k vodním plochám na lesním pozadí. Bývají doplněny shluky stromů, háji na zvlněném terénu a napodobeninami helénských, čínských, islámských, starověkých, románských nebo romantizujících (nebo neidentifikovatelných) památek a chrámů, či gotických zřícenin, mostů a další malebné architektury, někdy i jeskyněmi. Jako celek byly anglické přírodně krajinářské parky navrženy tak, aby dávaly dojem přirozené, nebo romantické krajiny. V původním pojetí bylo záměrem, aby park tvořil přirozený celek do nějž člověk vůbec, nebo jen minimálně zasahuje. Pozdější autoři již dávají přednost užitné hodnotě s plánovanými a i velmi výraznými umělými zásahy, které však nemají být znát a "přirozený" park tvoří navazující obora. 

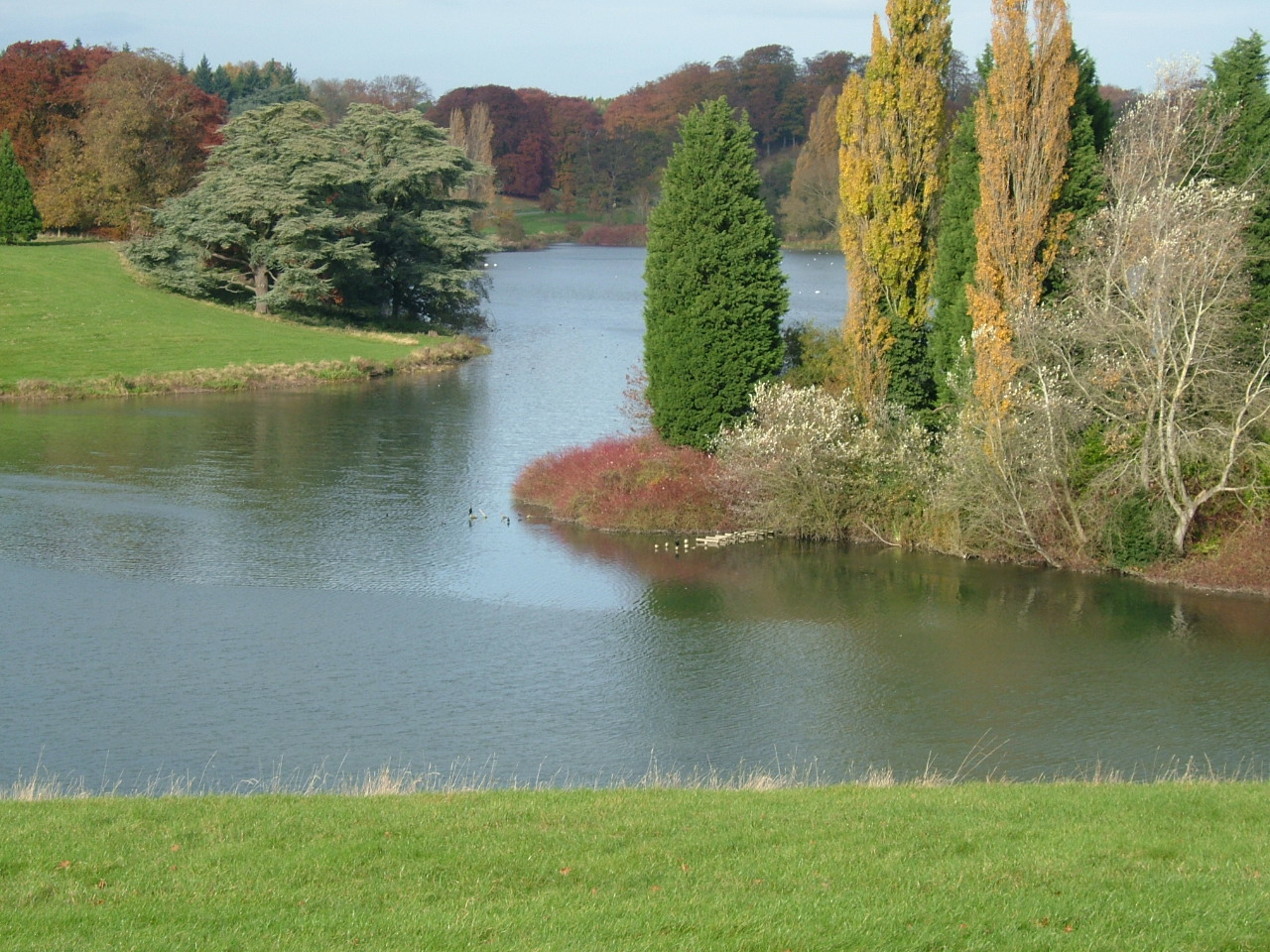
Zvlněná vodní plocha dává krajině dynamiku, nepravidelnost působí přirozeně

Zahrada musí působit maximálně prostorně ale současně rozmanitě, takže na malé ploše se může celkový dojem snadno změnit v neharmonickou směsici prvků a doplňků. Také proto, aby oko pozorovatele nespočinulo na rušivých elementech, jako blízká továrna, nebo byly některé pohledy skryty, můžeme jednak použít skupiny stromů a keřů jako přírodní kulisu, nebo stavební doplněk jako clonu, ale také lze částečně zahloubit spojovací komunikaci a nebo zahloubit naopak rušivý prvek (například ploty, zdi, užitkové budovy), nebo jej skrýt za nevysokou terénní vlnou.

## Terénní úpravy
Povrch anglického parku bývá zvlněný, pouze zcela výjimečně plochý, na rozdíl od barokních zahrad, které byly založeny výhradně na rovinách, nebo rovných terasách. Správnost terénních úprav záleží na stupni a poměrech, ve kterých jsou rovné plochy, nakloněné roviny a terénní nerovnosti sladěny. 

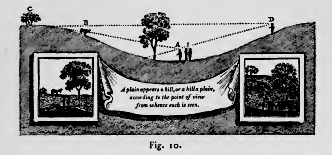
Skica H. Reptona – Tvar terénu bude zdánlivě změněn postavením pozorovatele

Plochý terén, ale i terénní nerovnosti nesmí být použity ve větší míře. Dlouhé rovné plochy totiž působí monotónně a únavně a nepřehledné parkové úpravy v rovině nedávají tolik vyniknout kráse pohledů do širšího okolí, na vzdálenější krajiny. Zcela plochý, nečleněný terén ve větším měřítku tak není žádoucí vůbec.
„Tam, kde země přirozeně ukazuje jen velmi malou nepravidelnost plochého povrchu, je pohled na ohromný rozsah ploché země spíše odporný než půvabný, a malou výhodou je výhled na vzdálené objekty. Stále ještě může být získáno nekonečné potěšení z krásy pomocí promyšlené kompozice okolí domu. …Nepravidelný povrch země může mít více překvapujícího půvabu než obraz a může být zajímavější pro oko návštěvníka. Může být smělý nebo velkolepý, nebo romantický,…“ H. Repton.
Povrch je architekty přírodně krajinářských parků vhodně upravován i přesuny velkých hmot půdy, podle záměru kompozice. Pro schopnost úprav terénu radikálním přesunem velkých mas půdy byl obzvláště obdivován Lancelot "Capability" Brown. Kvalitní úpravou ve stylu anglického parku v ČR se zatím pyšní park v Průhonicích u Prahy. Zajímavou ukázkou anglického parku v rovině jsou parky v Lednici a Kroměříži, kde lze najít i odchylky od původního stylu, které jsou pro evropské přírodně krajinářské parky obecně příznačné (nevhodně umístěné, kýčovité prvky, nesourodá směs nevhodných exotických dřevin, apod.). Problém fádnosti roviny a současně nepřirozenosti umělých pahorků v parcích v nížinách doporučuje řešit H. Repton následovně: „V pahorkatinách, kde jsou příkré svahy, je cesta údolím vždy půvabná, protože zdá se přírodní, a nese s ní představa klidu a bezpečí, ale v zemi která není kopcovitá, raději bychom měli s prospěchem ukazovat malé nesrovnalosti země.“
Nesmyslně, zbytečně vyvýšené části terénu, nebo jakékoliv ostré, nebo umělé tvary zpravidla působí rušivě. Žádné z uvedených pravidel však nelze chápat jako neporušitelné, podle okolností. Dále je nutné si uvědomit, že anglické parky byly historicky často vytvořeny v návaznosti na francouzskou zahradu, její větší nebo menší úpravou. Tyto přechodové formy mohou pochopitelně nést vlastnosti, nebo prvky obou stylů.
Další zvláštní terénní úpravy se vážou k úpravám vodních toků a nádrží, které jsou rovněž velmi odchylné od předchozího stylu pravidelných zahrad (francouzský park, holandská zahrada).
Všeobecně lze k modelaci terénu anglického parku říci, že využívá pravidla perspektivy známá u pravidelných stylů a objevuje další. Pomalu se svažující terén, směrem od pozorovatele podporuje v parku více pocit vzdálenosti a zvedající se terén naopak pocit snížení vzdálenosti. Tuto skutečnost lze použít při tvorbě krajiny spolu s vlastnostmi keřů, stromů (zvláště barevných kultivarů) a využitím pravidel perspektivy k vytvořením iluzí. Při klamání pozorovatele je třeba dbát na překročení míry a potlačit prvky ,které působí rušivě (a někdy směšně) proti iluzi. V úvahu je vhodné vzít i aspekt času, tedy růst dřevin. Iluzorní míru rozlehlosti ve větších parcích podporuje také dojem, že se díváme na část většího celku, že prostor má například více zálivů a na základě klamných informací očekáváme více skrytých částí. K vytvoření takových dojmů slouží skupiny keřů a stromů, které část výhledu omezují a rámují, barvou a tvarem tvoří iluzi perspektivy, vytvářejí průhledy. Ty jsou významným prvkem přírodně krajinářského parku a pomocí průhledů lze vytvářet různé efekty i na blízkých místech. Průhledy a rámování pohledů lze najít i u stylu čínských zahrad, odkud čerpal styl anglického parku inspiraci.
Některé z parků jsou bohužel obdivovány pro svůj rozsah více než pro kvalitu úprav. Avšak „Rozměrnost rozsahu není podstatou významnosti charakteru parku více než obrovská hromada různě zbarvených barevných stavení představuje významné sídlo. Park svým obrovským rozsahem snad může překvapit, ale to nezapůsobí na nás vlastním charakterem své velikosti a významem, pokud my nejsme vedení k těch částem, kde se jejich krása ukazuje, se vší poutavostí, uprostřed neohraničeného rozsahu nerozděleného majetku.“ H. Repton.

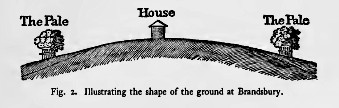
Doporučená hlavní výsadba při stavbě vyvýšené nad okolí
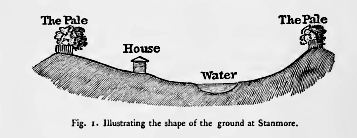
Doporučená hlavní výsadba při zvýšeném okolí
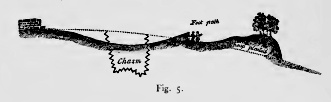
Názorná ukázka úprav po stavbě. Malá terénní úprava pomáhá izolaci pozemku od frekventované cesty
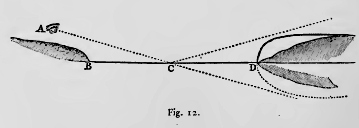
Schéma úprav terénu v okolí vodní plochy, vzhledem k zvýšení efektu vodní plochy s ohledem na optické vlastnosti, odraz protějšího břehu

## Vodní plochy
„Když pod vedením Le Nôtre a jeho stoupenců, smysl pro geometrické zahradničení zvítězil, příroda byla totálně vypuzena, nebo skryta uměleckými díly. Teď, v jasně narýsovaném tvaru země nebo vody, vezmeme přírodu pro náš model a nejvyšší dokonalostí zahradní architektury je napodobit přírodu tak soudně, že vliv umění nikdy nebude objeven.“
Odraz oblohy a třpyt na povrchu vody je zdrojem potěšení v mnoha zahradách. Voda v přírodně krajinářských zahradě měla za úkol stejně jako ve francouzské zahradě zrcadlit, ale také být protikladem k zelené ploše trávníků. 
V pravidelných zahradách, stejně jako v anglickém parku byly oblíbeny umělé vodní nádrže. Jako veškeré prvky pravidelných zahrad byly jednoduchých tvarů, podléhaly celkové symetrii. Velké vodní plochy v anglickém parku jsou někdy doplněny romantickým ostrovem, nebo voda v parku tvoří zálivy, takže pevnina ostrov aspoň připomíná. Stejně jako u ostatních stylů byl ceněn zvuk padající vody, ale kašny nahradily splavy a nebo někdy i bouřlivé peřeje. Voda v krajině může dodat krajině větší dynamiku, tehdy, když bude otevřenou krajinou procházet v křivkách jako řeka. Nebo může opticky krajinu udělat širší, nebo užší, to tehdy, bude-li koryto řeky, nebo rameno rybníka dělit krajinu podélně, nebo příčně. Je silně vnímán rozdíl mezi působením klidné a prudké vody, potoka, řeky a rybníků.
„Zrcadlově hladký povrch klidného jezera, ať tak nebo onak nádherný, není zajímavější než živý potok.“

Velké vodní nádrže byly častou součástí velkých anglických parků, avšak, kde bylo možné, zkušení architekti, zejména v úzkých údolích místo zakládání líných bahnitých rybníků dávali přednost vytváření řek, nebo jejich zdání. Pro uchování představy řeky, nic není tak účinné, jako most. Výrazným prvkem v anglickém parku je most v palladianském stylu. Zřídit most přes rybník, byť kvůli malebnému odrazu v hladině tak typickému, pro tento typ parku, se zdá být absurdním nápadem. Mosty jsou zřizovány pouze přes řeky. I proto byly v anglickém parku budovány soustavy nádrží napodobující řeku, s jejími ohyby a tvarem břehů. Zvláště pokud je mnohem snadnější vytvořit zdání souvislosti, než obrovské rozlohy jaké vyžaduje jezero.
Tok řeky byl architekty důkladně zkoumán, aby mohl být napodoben, …Břehy přirozené řeky nejsou nikdy stejně vzdáleny. Voda se někde rozšiřuje dvakrát více, než je šířka jinde. Tato půvabná nepravidelnost závisí na tvaru země, skrz kterou to teče. Řeka zřídka postupuje daleko podél středu údolí, ale většinou se drží jedné strany, nebo se odvážně táhne napříč k dalšímu, podle toho, jak vyvýšenina překáží nebo nízký terén určuje její kurs. Tyto okolnosti v přírodních řekách by měly být pečlivě napodobeny v umění a nejen efekty, ale přímo příčiny, podle možností, by měly být napodobeny, zejména v podobě břehů. Tak, aby konvexní strana řeky… měla břeh konvexní nebo příkrý a vypouklá strana řeky… by měla mít svůj břeh vydutý nebo plochý… .
V knize The Art of Landscape Gardening H. Repton kritizuje svůj tolik obdivovaný vzor, pana Lancelota "Capability" Browna: „Mezi četnými názory na vkus, kterými slavný zahradní architekt ztratil náš obdiv, se často zmýlil v charakteru tekoucí vody. Příliš často byl schopen uměle upravit její tok, přeměněním živé řeky ve stojatý bazén, ne, on si dokonce dovolil zkrotit tok bouřlivé řeky Derwent v Chatsworth. Proměnil ji na krotkou a ospalou řeku nehodnou velkoleposti paláce hor.“

## Průhled
Průhledy na okolní krajinu byly komponovány tak, že skupiny několika stromů a keřů na pozadí v různém úhlu pohledu (i díky modelaci terénu) vypadala v orámování dřevin v okolí, ve střídajících se průhledech stále jinak a dávala tak dojem měnící se krajiny a iluzi větší rozlehlosti parku. V průhledech se skupiny keřů a stromů a pozadí spojovalo a měnilo což je pro oko diváka lákavé. Iluzi vzdálenosti pomáhalo i využívání přirozené barevnosti dřevin (namodralé jehličnany ve větší vzdálenosti), jejich habitus (pevné ostré tvary blízko pozorovatele, jemný habitus ve větší vzdálenosti). I relativně nevelký prostor se díky vhodnému rozdělení mohl stát různorodě působícím jevištěm. Kde to v parku bylo vzhledem ke kompozici možné, byl samozřejmě využit průhled i do vzdálenější krajiny, třeba až na konec parku.

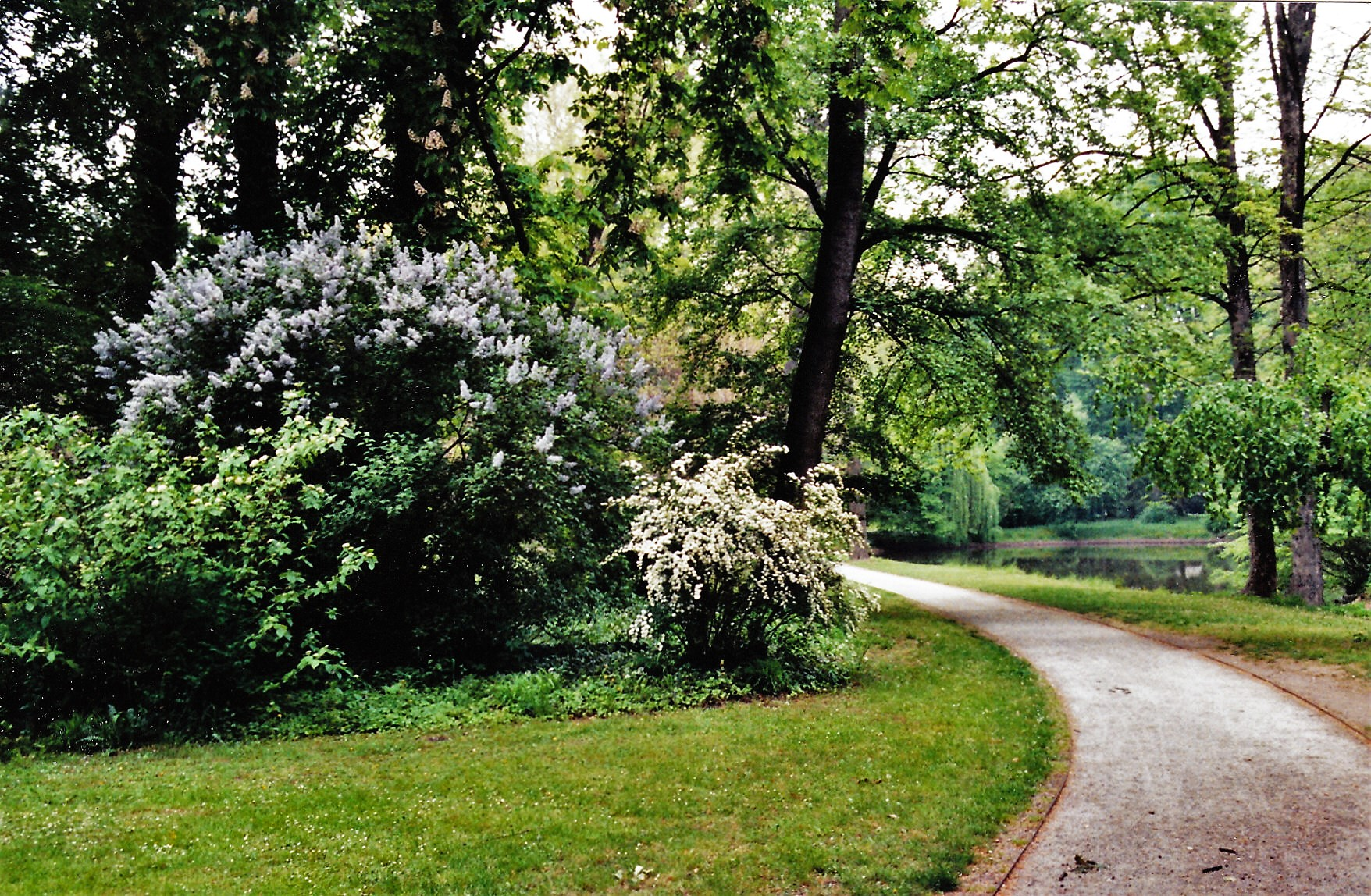
Kvality kvetoucího keře by se nemohly plně projevit ve francouzské zahradě – zámek Kroměříž

## Cesty
Jsou typické pro tento styl. Oblíbená je křivka "s". Cesty jsou rovné ve zcela výjimečných případech, v pozdějších obdobích je požadováno, aby nebyly používány nesmyslné okliky. Repton upozorňuje na častý jev, kdy je i dlouhá cesta k domu v rámci panující nesmyslné módy zbytečně klikatá, ale zatáčky jsou přinejmenším stejně dlouhé jako spojnice mezi nimi, navíc jsou všechny naprosto stejné a geometricky pravidelné.
Spojovací cesty jsou vedeny ve zvlněném terénu zpravidla údolími po rovině, v mírném spádu, ale výjimečně v případech krátkých spojnic na větším převýšení, nebo směrem k jednotlivým výrazně vyvýšeným prvkům zahrady (romantické doplňky) jsou použity cesty s větším sklonem a výrazným zalomením ve směru. Jde však o výjimky.
Při tvorbě pozemních komunikací je třeba jednat uvážlivě. Pozorovatel nesmí mít pocit umělosti a nesourodosti. Cesty v anglickém krajinářském parku jsou často koncipovány mírně pod úrovní terénu, tak, aby nerušily pohledy z okolí a nepoškozovaly účinek ostatních prvků krajiny a protože dojem hloubky pohledu, iluze rozlehlosti by snadno mohla být ovlivněna. Celkový dojem je velice důležitý. V menších zahradách jsou části užitné zahrady, parku a obytné části různě spojované, ale účinek celku musí být komplexní.
Umístění cest přírodně krajinářských parků procházejících na okraji luk v údolích má i psychologický podtext. Mírné údolí vzbuzuje dojem útulnosti (jde o konkávní tvar). Prostor ve vyvýšené části terénu naopak působí světleji a odlehčeněji.

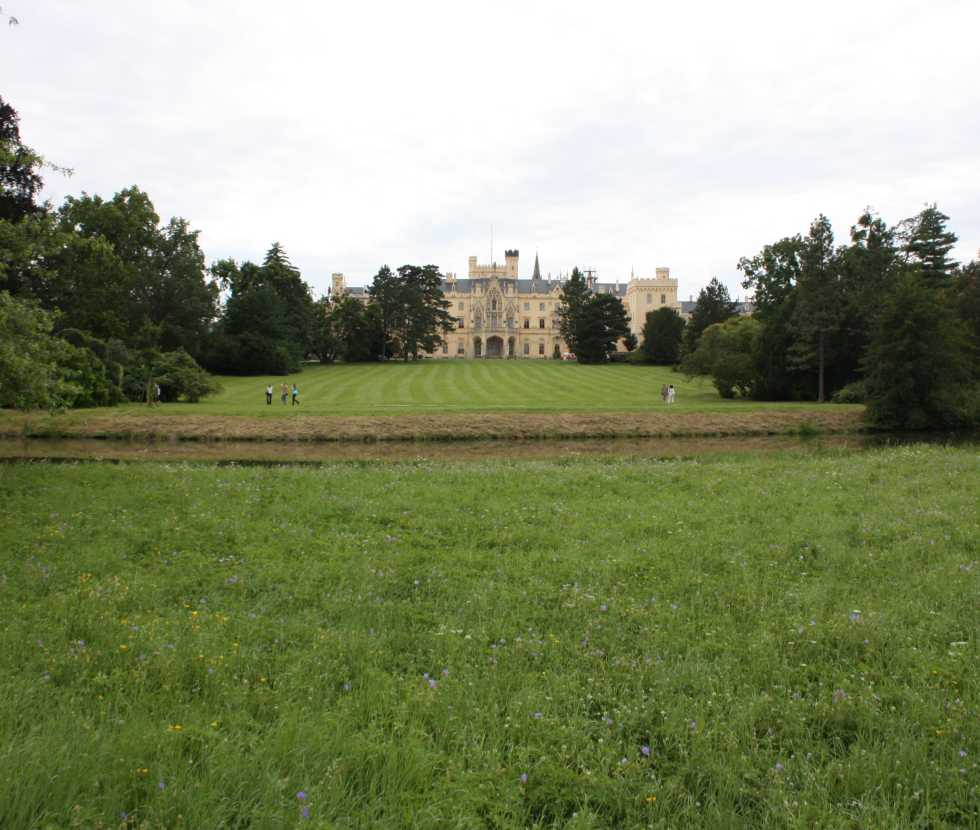
Průhled na zámek, cesta je téměř kryta, terén se mírně zvyšuje, ale porost směrem od pozorovatele se více sbíhá, což umocňuje mírně pocit větší vzdálenosti. Sbíhání není vlivem perspektivy jako vlivem výsadby, Nebýt postav , nebyl by odhad vzdálenosti jednoduchý, Lednice
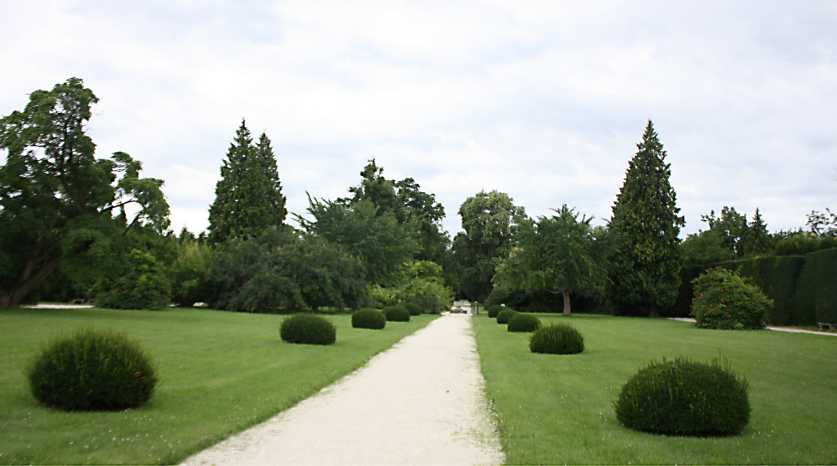
Původně francouzská zahrada upravená ve 20. století jako francouzská zahrada ovlivněná anglickým parkem, Lednice
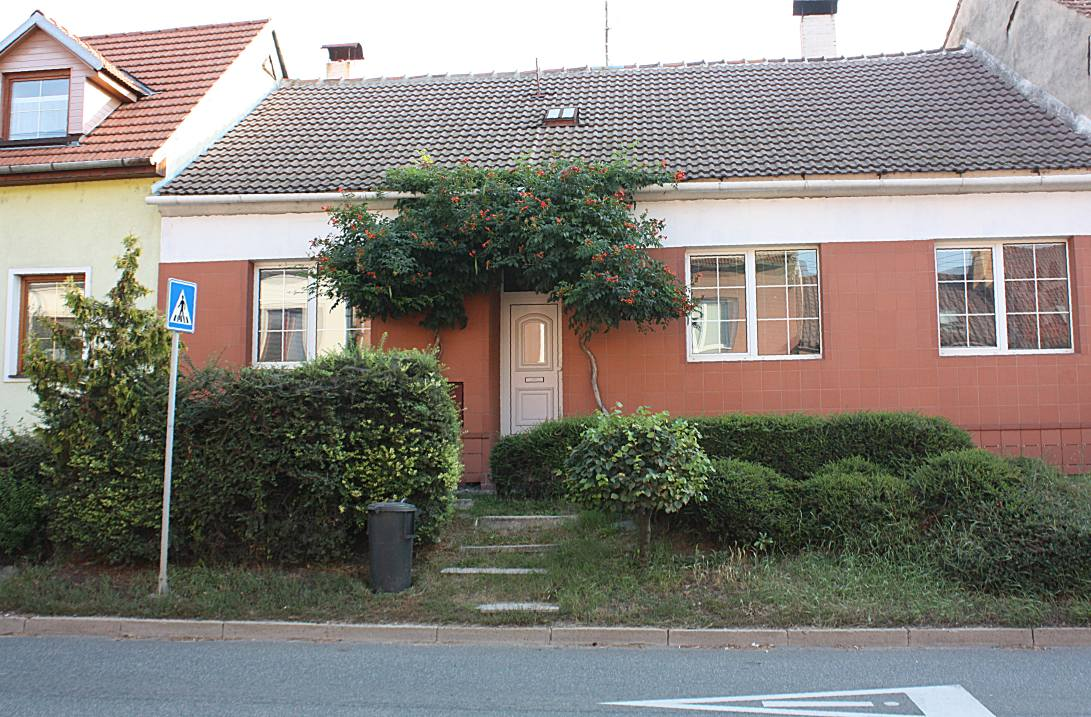
Příklad, kde na malé ploše, na moderní předzahrádce pomocí různě vysokých živých plotů byla snaha vytvořit iluzi většího prostoru.
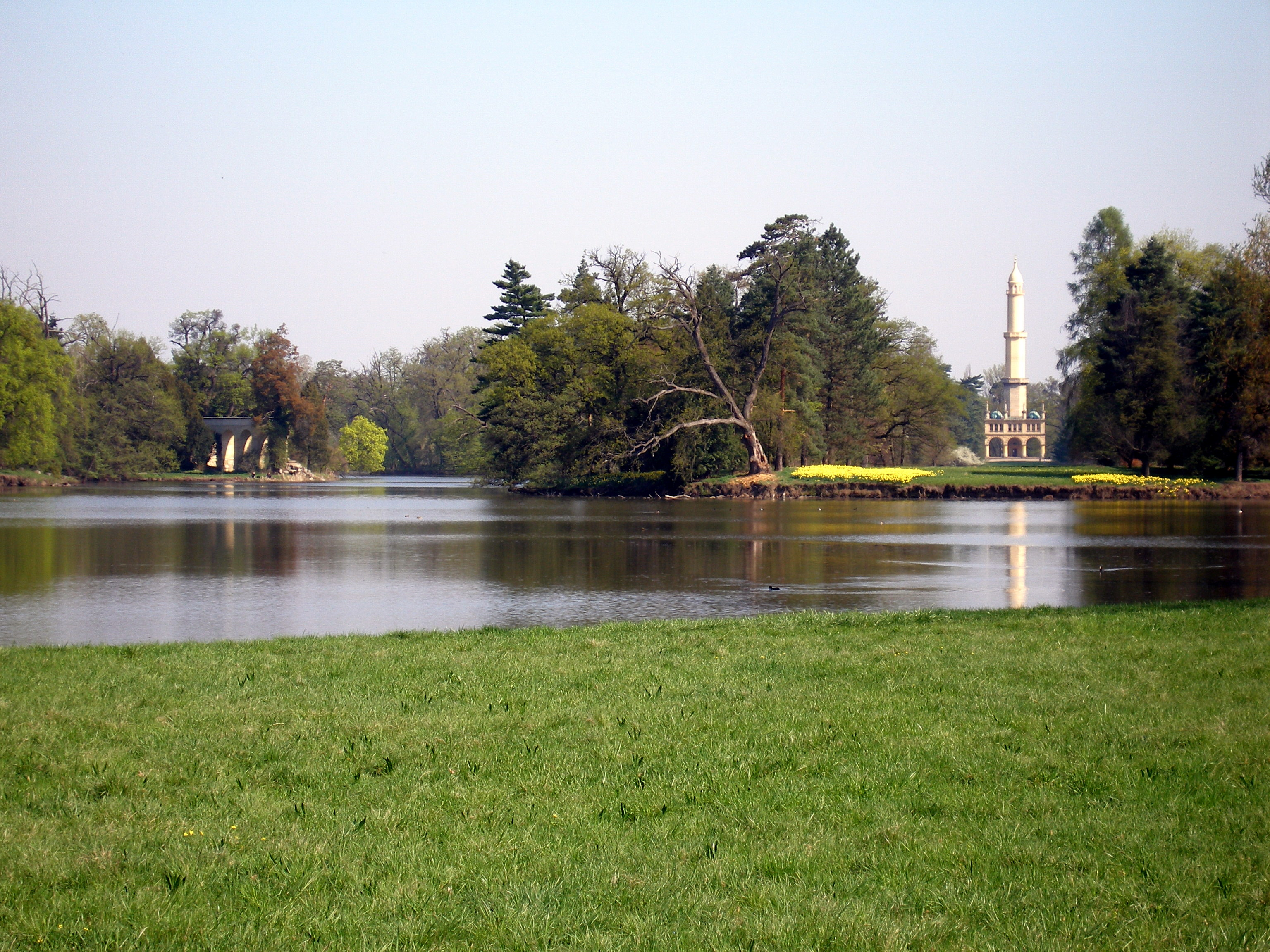
Zámek Lednice, romantický anglický park, v pozadí minaret a zbytky pseudorománské zříceniny (aquaviaduct)

## Vstupní části
Architekti anglického parku upravovali okolí šlechtická sídla, jejichž smyslem bylo reprezentovat. To bylo důvodem, proč byly rafinovaně upravovány příjezdové cesty a průhledy, aby se sídlo z dálky ukázalo pouze v nejskvělejším úhlu, příjezdové brány, aby byly důstojným doplňkem, ale i úvodem k ohromující kráse příjezdových částí reprezentující skvělost, ale i vkus majitele. Těmto částem je věnována zvláštní pozornost.
„Cesta, kterou cizinec, jak předpokládá, projde skrz park nebo trávník k domu, je nazývaná přístupem, vstupní částí. Zde je zdá se stejný vztah mezi vstupní částí a domem v exteriéru, jako mezi halou, nebo vstupem a pokoji ke kterým vede v interiéru. Pokud je hala příliš velká nebo příliš malá, příliš bídná nebo příliš mnoho zdobená vůči stylu dalších částí domu, je zde očividná nesrovnalost v architektuře, kterou dobrý vkus bude uražen. Pokud je hala tak upravená, že nespojuje dobře několika pokojů, ke kterým by měla vést, pak bude defektní vůči stávajícím konvencím. Stejně tak je to se vztahem k vstupní části. Měla by být upravena vhodně, zajímavě, a v přísné harmonii s charakterem a vlastnostmi panského sídla, ke kterému náleží.“
Cesty v barokním parku jsou přímé, osově pravidelné, rozdělující zelené trávníky a výrazné, jsou jedním z nedůležitějších dekorativních prvků, naopak v anglickém parku se cesty pokouší architekti skrývat. Repton popisuje některá řešení, době rozvoje stylu anglického parku obvyklá a popisuje jejich klady a zápory: „Linie červeného štěrku napříč trávníkem je schopna poškodit vzhled celku, rozdělením trávníku do částí, zničením jednoty zeleně, tak příjemné na pohled. Ale cítím znechucení cestou vykopanou pod úrovní trávníku, tak, aby byla skryta pohledu, což se dá také občas někde vidět. Přístupová část před palácem je pak vedena příkopem.“
Protože architekti při tvorbě anglického parku v zájmu vyšší malebnosti a přirozenosti vytvořili mnoho nepraktických, nehezkých a nepřirozených úprav, H. Repton uvádí pravidla, kterými je třeba se při tvorbě příjezdu k domu řídit, jako reakce na nejzřejmější chyby:
- Vstupní část je cesta do domu a to především.
- Jestliže není přirozeně nejkratší cesta možná, tak mělo by uměle být zařízeno, aby nebylo možné, aby byla kratší.
- Umělé zátarasy, které udělají tuto cestu nejkratší, by se měly jevit jako přírodní.
- Kde přístupová cesta opouští silnici, neměla by se od ní oddělovat v pravých úhlech, nebo takovým způsobem, který snižuje důležitost přístupové cesty.
- Po vstupu do parku by se cesta měla vyhnout objezdu podél hranice pozemku, která by ukázala omezený rozsah nebo narušila pocit jednoty majetku.
- Dům, jestliže není velmi velký a velkolepý, by neměl být viděný ve velké vzdálenosti, odkud se jeví mnohem menší, než opravdu je.
- Nejdříve by měl být dům ukázán v půvabném pohledu.
- Jakmile dům je viditelný z přístupové cesty, neměla by vzniknout bez řádných důvodů viditelná snaha opustit tuto cestu.

## Výsadba
K výsadbě anglického krajinářského parku byly používány vhodné druhy místních dřevin, které byly v pozdějším období doplňovány dovezenými cizokrajnými dřevinami, nebo kultivary. Výsadbu je nutné naplánovat tak, aby použité dřeviny nebyly příliš stejné a výsadba nebyla ani fádní, ani nesourodá. Při výběru jsou důležité nároky dřevin, ale významný je habitus, odstín olistění, vybarvení na podzim, při rašení, při květu. Například rostliny se zajímavým , ale z větší dálky naprosto nenápadným kvetením je třeba umístit u cesty (např. Calycanthus floridus). Rostliny nad jiné pozoruhodné, umisťujeme zvlášť, jako solitéry. Solitéra vyniká nejvíce na pozadí nenápadných keřů a stromů, pokud možno kontrastního zbarvení oproti soliternímu keři či stromu. Jako solitéra je vhodný například šácholan (např. Magnolia stellata) zajímavý výraznými květy a zajímavými velkými listy. Menší rostliny je často vhodné vysazovat ve skupinách stejných keřů.

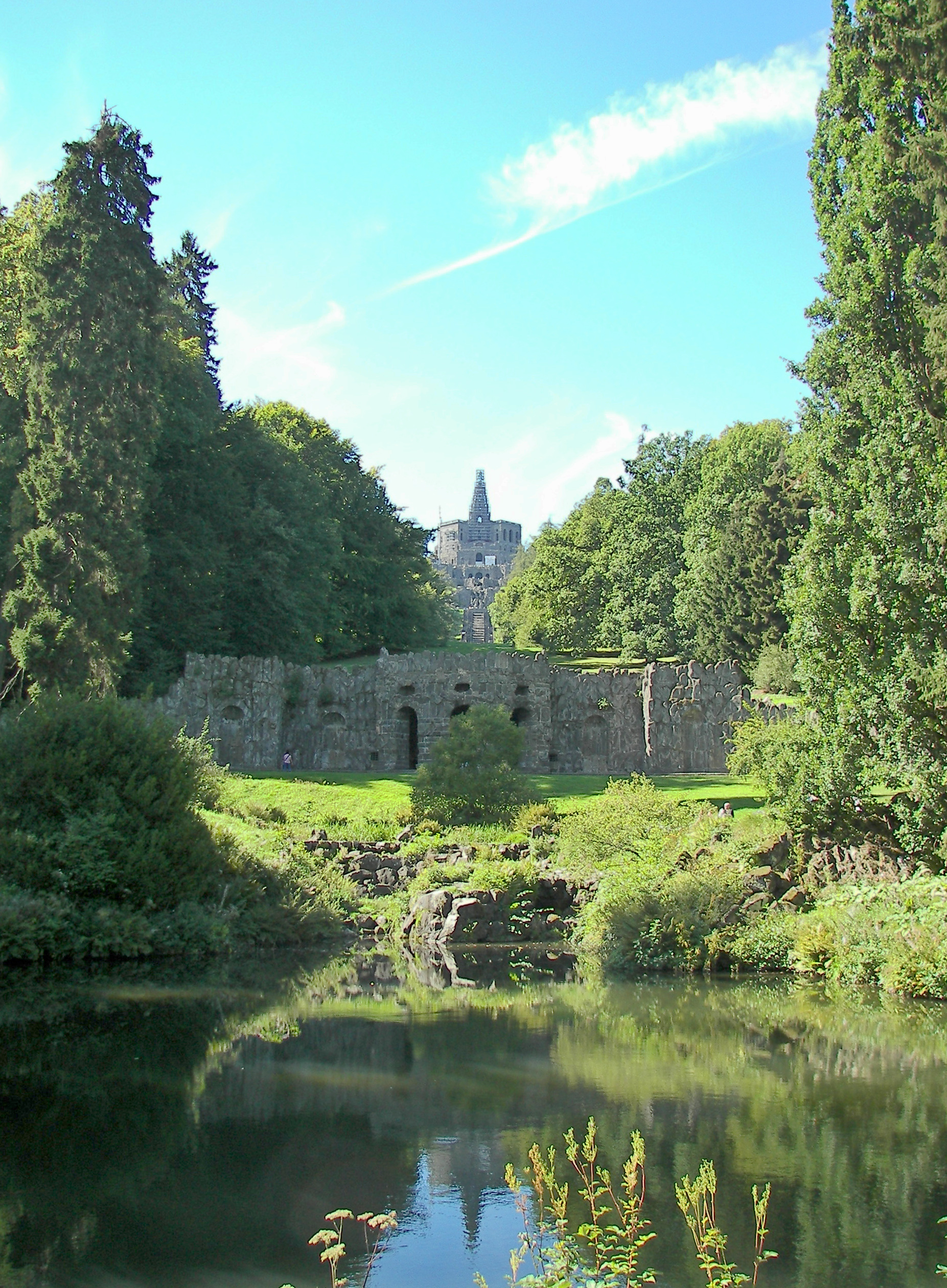
Výsadba vysokých dřevin poblíž cesty může opticky zmenšovat prostor. Ovšem může mít v některých případech pozitivní vliv - zvyšuje dramatičnost prostředí a kompenzuje výškový rozdíl, (Schlosspark Wilhelmshöhe)

Repton uvádí, že výsadba ve větších počtech je naprosto nezbytná, protože více keřů, nebo stromů zaplní prostor rychleji než jeden a později mohou být vyřezány. Výsadby lze koncipovat tak, aby stromy rostly jednotlivě (tzv. solitéry) nebo ve skupinách. Výsadby v anglickém parku jsou vytvářeny podle předem pečlivě rozvrženého plánu.
Při výsadbě je často využito vytváření kontrastu, když jsou před tmavé jehličnany vysázeny keře s nápadnými světlými listy (a naopak). Druhy s většími listy sázíme blíže pozorovateli, druhy s menšími listy do větší vzdálenosti od pozorovatele (pokud tedy není sledován nějaký cíl, například vystavit dekorativní plody keře s menšími listy blíž pohledu pozorovatele). Menší druhy je třeba sázet před větší, jen výjimečně jinak. Velké a vysoké druhy dřevin se obvykle nedávají poblíž cest, ale buď přímo nad cestu, nebo do větší vzdálenosti jako kulisa (často k jiné cestě). Více velkých dřevin blízko pozorovatele může vyvolat dojem stísněnosti. Všeobecně by mělo platit, že v malých zahradách používáme malé stromy, ve větších můžeme použít větší stromy. Velké stromy malou zahradu opticky ještě více zmenší. Menší stromy velkou zahradu, nebo park ještě více zvětší. Při výsadbě kultivarů s velmi výraznými znaky, barvou, nebo zvláštním růstem je třeba dobře zvážit jejich použití a umístění. Velké množství kontrastů působí nepřirozeně, proti záměru působit harmonicky.
Ideální je okrasné dřeviny skloubit tak, aby v prostoru během sezóny vždy bylo něco zajímavého a atraktivního, ať už kvetením, nebo sezónním olistěním, či plody. Zejména podzimní barvy jsou cenné a je vhodné sladit jednotlivé druhy aby vynikly ty nejzářivější. Samozřejmě je důležitá střídmost a kultivovaná krása krajiny jako celku je v romantickém parku cennější, než podbízivá skupina uměle pestrolistých keřů.

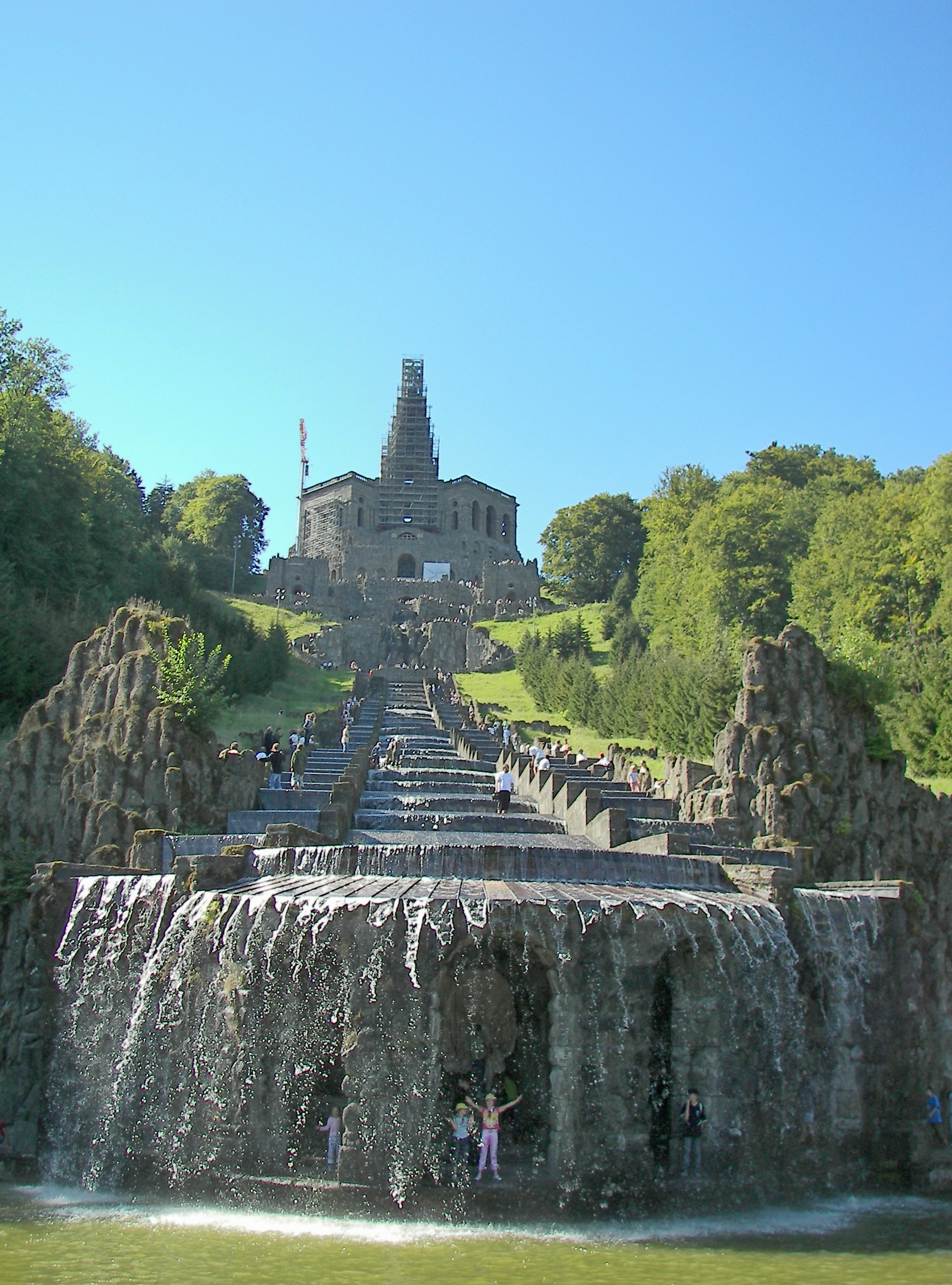
Výsadba nižších dřevin opticky zvětšuje prostor a dává vyniknout stavbě. Schlosspark Wilhelmshöhe

Po vysázení parku je třeba mnoho let čekat, než se skutečně plánovaný efekt dostaví. Některé dřeviny proto byli ochotni majitelé dát vykopat a přepravit na místo v parku už jako velké vzrostlé dřeviny. Další možností byly rychle rostoucí dřeviny (javor, jasan, lípa, smrk), které vytvořily porost do doby, než je nahradily pomaleji rostoucí cenné dřeviny (např. dub, buk). Odborná péče je rozhodně důležitá. Stává se, že neodborní zaměstnanci zničí úspěšnou realizaci špatnou údržbou.
Volba druhové skladby byla někdy záležitostí preferencí architekta, například Lancelot ('Capability') Brown vysazoval s oblibou všude smrky. V druhé polovině 19. století vzrostla záliba v neobvyklých cizozemských dřevinách. Barevnost zahrady hraje větší roli na konci 19. století, kdy do koncepce opět proniká více používání květin a různobarevných dřevin. Ve dvacátém století se v kompozici parků stále více prosazují barevné kultivary. V polovině 20. století pak bylo pěstování barevných dřevin vůbec zavrženo i v sadovnictví jako buržoazní úchylka, přežitek, s tím, že parky mají sloužit především dělníkům a rolníkům.
Podle jiných odborných zdrojů se od poloviny 20. století v sadovnické architektuře prakticky nepoužívá kompozice a nové výsadby jsou prováděny plošně. Jediným prvkem sadovnické architektury, který je používán, je živý plot. Úhyn rostlin ve výsadbách je značný, protože je zanedbávána další péče. Sortiment dřevin je omezen na několik druhů, které jsou tak zcela typické pro toto období. I tyto rostliny jsou ale dodávány ve špatné kvalitě a ani nedopěstované (např. slabě zakořeněné), obvykle prostokořenné. Tento stav se zlepšuje až na začátku 21. století.

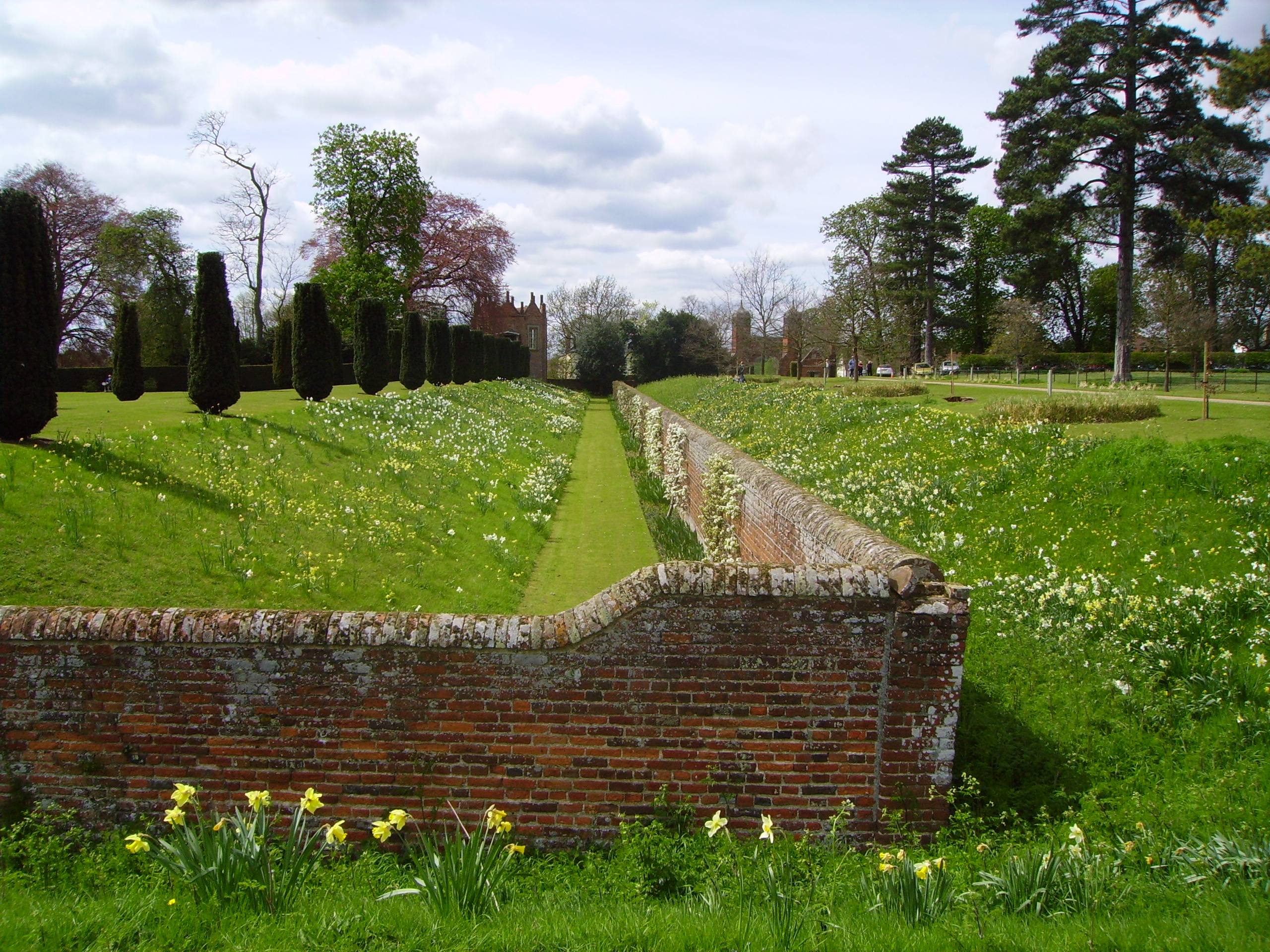
Plot, zeď skrytá v terénní nerovnosti, příkopu (ha-ha) neruší krajinu parku z pohledu diváka, (Suffolk)

## Stavební doplňky
Evropské "anglické zahrady" jsou charakteristicky vytvořeny v menším měřítku a jsou plné atraktivních doplňků, romantických prvků, čímž se liší od většiny anglických přírodně krajinářských zahrad. Mohou někdy působit až poněkud kýčovitě. Typickým úkazem v evropských přírodně krajinářských zahradách byly osoby představující za úplatu poustevníky v romantických umělých jeskyních.
Zahrada obklopená zdmi může působit sevřeně jako ohrada pro dobytek. Proto je viditelné stavební prvky třeba použít opatrně a ponechat je viditelné tehdy, pokud mají architektonickou cenu, nebo hodnotu v souvislosti působením okolí. Objekty jako gotický kostel nebo větrný mlýn v blízkém sousedství například rušivě působit nemusí.
Velkou změnou anglických zahrad od klasicistních předchůdkyň bylo zrušení ohradních zdí a rozšíření zahrady o okolní krajinu. Tato tendence se objevovala i u pozdních úprav francouzských zahrad (viz Lednicko-valtický areál). Sama krajina v okolí se stává parkem. Aby pohled na krajinu nerušily ploty a cesty, bylo oplocení a cesty umístěny do terénních sníženin, případně příkopů. Krajina potom vypadala nerušeně.

Jiná verze ha-ha kdy jedna strana příkopu tvoří zeď